# Process Automation
Process Automation, früher Interkama+ (Internationaler Kongress mit Ausstellung für Messtechnik und Automatik), ist eine große internationale Ausstellung für die Prozessautomatisierung (früher Mess-, Steuerungs- und Regelungstechnik, abgekürzt MSR-Technik, selten Prozessautomation, englisch Process Control).
Interkama+ bot einen umfassenden Überblick über Produkte und Dienstleistungen für die Automatisierung verfahrenstechnischer Anlagen:
- Messgeräte, z. B. Druckmessumformer, Temperaturfühler (Pt 100, Thermoelemente), Durchflussmesser, Füllstandsmessgeräte
- Stellgeräte, z. B. Stellventile, Stellklappen, Frequenzumrichter für Pumpen und Ventilatoren
- Prozessleitsysteme
- Planung, Montage und Inbetriebnahme (Anlagenbau)

Sie fand von 1957 bis 2003 in Düsseldorf als eigenständige Messe statt und wurde ab 2004 Bestandteil der Hannover-Messe.
2010 wurde sie in Process Automation umbenannt und eine der drei Fachmessen für industrielle Automatisierungstechnik der Leitmesse Industrial Automation der Hannover-Messe.
2018 wurde die jährliche Industrial Automation (IA) mit der zweijährlichen Motion, Drive & Automation (MDA) zusammengelegt.